# Alma-Atinskaja
Alma-Atinskaja (ryska: Алма-Атинская) är den södra slutstationen på Zamoskvoretskajalinjen i Moskvas tunnelbana. Stationen hade tidigare projektnamnet Bratejevo.
Byggandet av stationen påbörjades sommaren 2011, och Alma-Atinskaja invigdes den 24 december 2012.
Stationen är uppkallad efter det sovjetiska namnet på Almaty, Kazakstans största stad. Detta som en vänskapsgest till Kazakstan, som i sin tur döpt en av de nya stationerna i Almatys tunnelbana till Moskva.